# 8158 Herder
8158 Herder (1989 UH7) là một tiểu hành tinh vành đai chính được phát hiện ngày 23 tháng 10 năm 1989 bởi F. Borngen ở Tautenburg.